# Juan Pablo Krilanovich
Juan Pablo Krilanovich est un footballeur argentin né le 7 avril 2002 à Adrogué. Il joue au poste de milieu offensif à l'Arsenal de Sarandi.

## Biographie
Né à Adrogué, Juan Pablo Krilanovich est notamment scolarisé à Guernica.

### En club
Ayant commencé à jouer au football dès 6 ans, dans la localité où il a grandi, au Guernica Cultural Club, avant d'être rapidement repéré par le Club Atlético Lanús où il fait l'essentiel de sa formation et connait plusieurs succès en catégorie de jeunes.

### En sélection
Krilanovich est d'abord international avec les moins de 15 ans argentins, participant notamment au  championnat sud-américain des moins de 15 ans en 2017, rencontrant aussi grâce à ces sélections l'idole du football argentin, Lionel Messi.
Avec les moins de 17 ans, il participe au championnat sud-américain moins de 17 ans en 2019. Lors de cette compétition organisée au Pérou, il joue cinq matchs. Il se met en évidence en inscrivant un but contre le Paraguay. L'Argentine remporte le tournoi, en enregistrant cinq victoires, deux nuls et deux défaites.
Quelques mois plus tard, il dispute la Coupe du monde des moins de 17 ans organisée au Brésil. Lors du mondial junior, il joue deux matchs. Il se met en évidence en inscrivant un but en phase de poule contre le Cameroun. L'Argentine s'incline en huitièmes de finale face au Paraguay.

## Palmarès
- Vainqueur du championnat du CONMEBOL des moins de 17 ans en 2019 avec l'équipe d'Argentine des moins de 17 ans